# Каменная (Черновицкая область)
Ка́менная (укр. Кам'яна) — село в Черновицком районе Черновицкой области Украины. Административный центр Каменской сельской общины.
До 2020 года входило в Сторожинецкий район.
Население по переписи 2001 года составляло 2956 человек. Почтовый индекс — 59050. Телефонный код — 3735. Код КОАТУУ — 7324584001.